# موشي حاييم لوزاتو
موشي حاييم لوزاتو (والمسمى أيضًا موسى حاييم ولوزاتو) (1707- 16 مايو 1746) كان يدعى أيضا رمحل - تلفظ رمحال (اختصار ل : رابي موسى حاييم لوزاتو، بالعبرية : רמח"ל - רבי משה חיים לוצאטו)، هو حاخام يهودي إيطالي بارز وفيلسوف ومعتنق لمذهب القابالاه.

## سيرة شخصية

### حياة سابقة
ولد موشي حاييم لوزاتو في عام 1707 في حي اليهود في بادوا في إيطاليا لوالديه يعقوب فيتا ودايامنتي لوزاتو. تلقى تعليمًا يهوديًا وإيطاليًا كلاسيكيًا، وأظهر ميلًا للأدب في سن مبكرة جدًا. تذكر بعض المصادر التحاقه بجامعة باودا، وأكدت ارتباطه بمجموعة من الطلاب هناك حيث عُرف بولعه في التصوف والكيمياء. سرعان ما أصبح الشخصية القائدة في تلك المجموعة بفضل معرفته الواسعة في العلوم الدينية والفنون والعلوم. تثبت كتاباته إتقان التاناخ والتلمود والتعليقات الحاخامية ومدونات الشريعة اليهودية.

### الشعر والأدب
بدأ موشي حاخام لوزاتو دراسة شاملة للغة العبرية والتركيب الشعري في سن مبكرة. كتب بعضًا من أشعار الزفاف والرثاء، وكانت قصيدته التي كتبها بعد وفاة معلمه كانتاريني مثالًا جديرًا بالملاحظة، وهي قصيدة ذات مستوى رفيع تتألف من أربعة وعشرين مقطوعة شعرية مكتوبة باللغة العبرية الكلاسيكية. بدأ لوزاتو أول مؤلفاته قبل سن العشرين بكتابة 150 ترتيلة مشابهة لكتاب سفر المزامير المقدس. بنى لوزاتو هذا الكتاب وفقًا لقوانين التوازي، وحرر نفسه من كل التأثيرات الأجنبية مقلدًا أسلوب الكتاب المقدس بإخلاص حتى بدت قصائده تمامًا كنهضة من الكلمات والأفكار التوراتية.
أثارت الترتيلات انتقادات الحاخامات، وكانت أحد أسباب الاضطهاد الذي تعرض له لوزاتو لاحقًا. اعتبر آر. يعقوب بوبرز من فرانكفورت على نهر الماين أنه لا يُغتفر افتراض محاولة المساواة بين «المباركين من قبل الإله يعقوب». لم يُعرف سوى اثنان من المزامير اللذان يقال إنهما ينتميان إلى سفر مزامير لوزاتو، وذلك بالإضافة إلى سبعة تراتيل له سُمعت كلماتها عند افتتاح الكنيس الإسباني الموسع في بادوا، وظهرت في العمل «شانوكات ها مارون» (البندقية، 1729)، ولكنه لم يكن من المؤكد ما إذا كانت التراتيل مأخوذة من سفر المزامير أو لا.
كتب لوزاتو الشعر الدرامي عندما كان شابًا، وكتب في سن السابعة عشر أول دراما توراتية بعنوان «شيمشون يو فيليستيم» لم يُحفظ سوى أجزاء ممزقة منها قُدِمت في عمل آخر له. ينبئ هذا الإنتاج النضر السيد القادم بأنه مثالي في التبسيط وبسيط في اللغة وأصلي ومدروس من ناحية الجوهر. أُعقب هذا العمل الأول الكبير بعمل آخر بعنوان «ليشون ليميديم» وهو مناقشة للأسلوب العبري مع نظرية جديدة للنظم الشعرية العبرية، إذ أظهر المؤلف معرفته الكاملة للخطابة الكلاسيكية. وهو -إلى حد ما- عرض علمي للأسلوب الكلاسيكي الحديث الإيطالي على عكس العصور الوسطى. يوجد فرق كبير بين أسلوب لوزاتو -الذي يشير إلى بساطة الكتاب المقدس وسلاسته وقوته- وبين أعمال المعاصرين غير المشوقة المتأثرة المبالغ فيها. طُبع الكتاب المخصص لمعلمه باساني في مانتوا في عام 1727 بنص ينحرف عن المخطوطة التي امتلكها إم إس غيروندي في السابق.

### جدال
كانت نقطة التحول في حياة لوزاتو في سن العشرين عندما ادعى أنه تلقى تعليمات مباشرة من ملاك (معروف باسم ماجد). لم تُعرف قصص لمثل هذه اللقاءات مع الكيانات السماوية في دوائر مذهب القابالاه، فلم يسمع بها أي شخص في سن مبكرة. استعان نظراؤه بحساباته المكتوبة عن «الدروس الإلهية» لكن السلطات الحاخامية الإيطالية الكبرى كانت كثيرة الشك؛ فهددت بنفيه. كان ساباتاي زيفي (1626-1676) شابًا صوفيًا آخر قبل مئة عام فقط. هز زيفي العالَم اليهودي بادعاء منه بأنه المسيح. أقنع زيفي الكثير من الحاخامات الأوروبيين والشرق أوسطيين بادعائه حتى انتهى هذا الحدث بتراجعه وتحويله إلى الإسلام. تحسنت حالة المجتمع اليهودي العالمي تلك الفترة، وكان يُنظر إلى أوجه التشابه بين كتابات لوزاتو وزيفي على أنها خطيرة وضلالية.
غالبًا ما أساء الناس فهم هذه الكتابات (التي نجا بعضها فقط) لوصف الاعتقاد الشائع بأن رامشال وأتباعه كانوا شخصيات رئيسة في دراما مسيحية كانت على وشك الحدوث. عرّف أحد أتباعه في هذا التفسير المثير للجدل باسم المسيح (ابن داود)، وحجز لنفسه دور موسى مدعيًا أنه كان متقمصًا شخصية هذا الكتاب المقدس.

### الرحيل من إيطاليا
توصل لوزاتو أخيرًا إلى تفاهم مع الحاخامات الإيطاليين الرائدين بما في ذلك قراره بعدم كتابة دروس الماجد أو تعليم التصوف بعد تهديدات الطرد والعديد من الحجج. غادر لوزاتو إيطاليا متجهًا إلى أمستردام في عام 1735 لاعتقاده بأنه سيكون قادرًا على متابعة اهتماماته الصوفية في بيئة أكثر ليبرالية. ناشد السلطات الحاخامية المحلية أثناء مروره بألمانيا لحمايته من تهديدات الحاخامات الإيطاليين. رفضوا ذلك وأجبروه على التوقيع على وثيقة تفيد بأن جميع تعاليم الماجد كانت خاطئة.

## الإرث

### موقع الدفن
يتوضع قبر لوزاتو المفترض بالقرب من الحكيم التلمودي الحاخام عكيفا في طبريا شمال إسرائيل على الرغم من قبول العلماء للاقتراحات حول توضع قبره في كفر ياسيف حيث يفترض البعض بأنهم رأوا قبره هناك. يشار إلى وجود العديد من العلماء الذين يقارنون بين رامشال والحاخام عكيفا. يعتقد البعض أن رامشال هو في الواقع متقمص لشخصية الحاخام عكيفا. يمكن أن يُعزى ذلك أيضًا إلى أن كفر ياسيف هي مدينة عربية في حين أن طبريا يهودية. يُعد قبر طبريا مقصد جميع الحجاج تقريبًا الذين يبحثون عن مكان الراحة الأخير.

### كنيس في عكا
هُدم كنيس لوزاتو الأصلي في عكا من قبل حاكم المدينة ظاهر العمر في عام 1758؛ من أجل أن يبنى مسجدًا فوقه، وبنى ليهود عكا مبنى صغيرًا شمال المسجد عوضًا عنه. يوجد هذا المبنى حتى الآن ككنيس يهودي، ويحمل اسم موشي حاييم لوزاتو.

## كتابات دينية
اكتشفت حركة موسار لوزاتو بعد مرور قرن على وفاته وتبنت أعماله الأخلاقية. كان إسرائيل سالانتر (1810-1883) عالم أخلاقيات التوراة العظيم هو الذي وضع مسيلة يشاريم في قلب منهج موسار (الأخلاق) التابع ليشيفا الكبرى (معهد تعليم يهودي) في أوروبا الشرقية. أصبحت أطروحة لوزاتو «ديريك هاشم» عن اللاهوت اليهودي في النهاية بمثابة دليل موثوق به في اللاهوت اليهودي، وذلك بالنسبة لليهود الذين قبلوا الأفكار الصوفية الأحدث (القابالا) على أنها حقيقة.

## إرث أدبي علماني
أُعجب كتُّاب الهاسكالا (التعبير اليهودي عن التنوير) العبريون بكتابات لوزاتو العلمانية واعتبروه مؤسس الأدب العبري الحديث. كان لابن عمه الشاعر إفرايم لوزاتو (1729-1792) تأثير حقيقي على التحركات الأولى من الشعر العبري الحديث.

## روابط خارجية
- موشي حاييم لوزاتو على موقع الموسوعة البريطانية (الإنجليزية)